# Maria Adozinda Pires da Silva

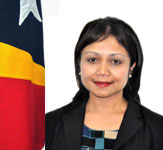
Maria Adozinda Pires da Silva

Maria Adozinda Pires da Silva (* 22. Juli 1975 in Dili, Portugiesisch-Timor) ist eine Politikerin und Unternehmerin aus Osttimor. Sie ist Mitglied der Partei Frenti-Mudança (FM).
Silva absolvierte ein Masterstudium in Management an der University of Southern Queensland. Von 2012 bis 2015 war sie eine von zwei Abgeordneten FM im Nationalparlament Osttimors. Silva war Mitglied in der Kommission für Öffentliche Finanzen (Kommission C) und der Kommission für Gesundheit, Bildung, Kultur, Veteranen und Gleichstellung der Geschlechter (Kommission F). Außerdem war sie die stellvertretende Fraktionschefin der FM im Parlament. Silva war nur als Nachrückerin in das Parlament eingezogen, da zwei vor ihr auf der Wahlliste stehende FM-Mitglieder Ämter in der Regierung bekamen und daher auf ihre Sitze verzichten mussten. Mit seinem Ausscheiden aus der Regierung übernahm Jorge da Conceição Teme wieder seinen Parlamentssitz und Silva musste ausscheiden.